# Collettività territoriale unica
     Collettività territoriali uniche
     Progetto rigettato (Guadalupa)
     Caso particolare: Collettività europea d'Alsazia (2021)

Collettività territoriali uniche
Progetto rigettato (Guadalupa)
Caso particolare: Collettività europea d'Alsazia (2021)

La collettività territoriale unica (CTU) è un'unità amministrativa francese (collettività territoriale, CT) che combina le competenze di una regione e di un dipartimento.
Attualmente ci sono quattro autorità locali uniche: Mayotte (dal 2011), Martinica (2015), Guyana francese (2015) e Corsica (2018).
Sono statisticamente registrate sia come regione che come dipartimento.
Mayotte è ufficialmente chiamato "Dipartimento di Mayotte", ma ha i poteri di una CTU.
In Guadalupa, un cambio di status nel 2003 è stato respinto dal referendum, in modo che una regione e un dipartimento continuino a coesistere nella stessa area geografica.
In Alsazia, un cambio di status nel 2013 è stato respinto dal referendum. Tuttavia, sono attualmente in corso sforzi per attuare le riforme amministrative e creare una collettività europea paragonabile a una CTU.
La natura di una collettività territoriale unica francese è stabilita dall'articolo 72 della Costituzione francese del 1958, che prevede l'autonomia locale entro i limiti prescritti dalla legge.

### Testi di riferimento
- (FR)  Articolo 72 ff. della Costituzione francese
- Mayotte: Loi organique n° 2010-1486 du 7 décembre 2010 relative au Département de Mayotte
- (FR)  Mayotte: Loi n° 2010-1487 du 7 décembre 2010 relative au Département de Mayotte
- (FR)  Guyana e Martinica francese: Loi organique n° 2011-883 du 27 juillet 2011 relative aux collectivités régies par l'article 73 de la Constitution
- (FR)  Guyana e Martinica francese: Loi n° 2011-884 du 27 juillet 2011 relative aux collectivités territoriales de Guyane et de Martinique
- (FR)  Korsika: Loi n° 2015-991 du 7 août 2015 portant nouvelle organisation territoriale de la République (1) - Article 30
- (FR)  Guadalupa: Décret du 29 octobre 2003 décidant de consulter les électeurs de la Guadeloupe en application de l'article 73 de la Constitution
- (FR)  Alsazia: Résultats de la consultation du 7 avril 2013
- (FR)  Alsazia: Zeitungsartikel zur möglichen Verwaltungsreform im Elsass